# Кюссак (Канталь)
Кюсса́к (фр. и окс. Cussac) — коммуна во Франции, находится в регионе Овернь. Департамент — Канталь. Входит в состав кантона Сен-Флур-Сюд. Округ коммуны — Сен-Флур.
Код INSEE коммуны — 15059.
Коммуна расположена приблизительно в 440 км к югу от Парижа, в 90 км южнее Клермон-Феррана, в 40 км к востоку от Орийака.

## Население
Население коммуны на 2008 год составляло 129 человек.
| 1962 | 1968 | 1975 | 1982 | 1990 | 1999 | 2008 |
| ---- | ---- | ---- | ---- | ---- | ---- | ---- |
| 190  | 236  | 203  | 175  | 160  | 135  | 129  |

## Администрация
| Период | Период | Фамилия       | Партия | Примечания |
| ------ | ------ | ------------- | ------ | ---------- |
| 2001   | 2008   | Жан-Пьер Брюн |        |            |
| 2008   |        | Ги Мишо       |        |            |

## Экономика

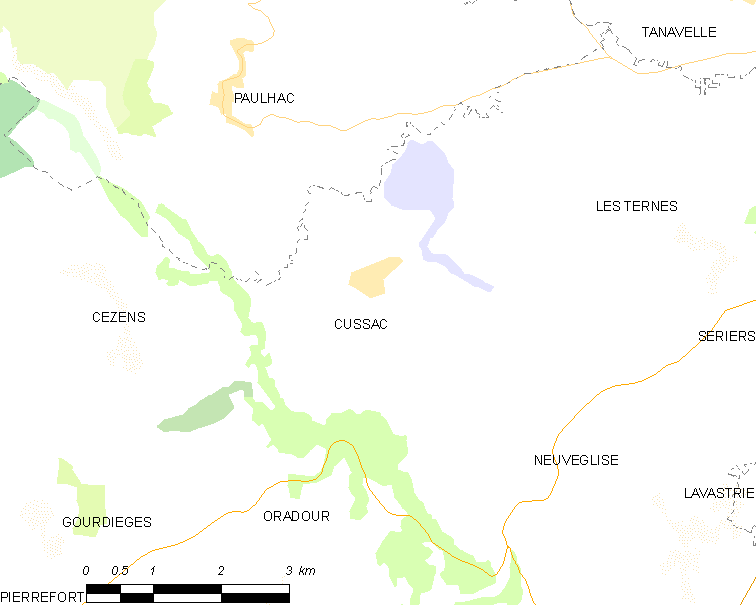
Карта коммуны

В 2007 году среди 72 человек в трудоспособном возрасте (15—64 лет) 56 были экономически активными, 16 — неактивными (показатель активности — 77,8 %, в 1999 году было 70,3 %). Из 56 активных работали 53 человека (29 мужчин и 24 женщины), безработных было 3 (2 мужчин и 1 женщина). Среди 16 неактивных 2 человека были учениками или студентами, 7 — пенсионерами, 7 были неактивными по другим причинам.

## Достопримечательности
- Церковь Сент-Аман (XIV век). Памятник истории с 1988 года[3]